# BAT99-98
BAT99-98 es una estrella de Wolf-Rayet situada en la Gran Nube de Magallanes. Se encuentra cerca del super cúmulo estelar R136 localizado en la Nebulosa Tarántula (30 Doradus). Con 226 Mʘ y 5.000.000 Lʘ  es actualmente una de las estrellas más masivas y luminosas conocidas.   

## Observaciones
En 1978 una misión liderada por J. Melnick cubrió la región de 30 Doradus y encontró 6 nuevas estrellas de Wolf-Rayet todas perteneciendo a la secuencia WN. El análisis observó estrellas que estaban por encima de la magnitud 14 y que estaban entre dos minutos de arco en el centro de la nebulosa de 30 Doradus, y BAT99-98 fue etiquetada como estrella J.lt. Tenía una magnitud aparente de 13,5 y un tipo espectral de WN-5.
Al año siguiente, se localizaron 13 nuevas estrellas de Wolf-Rayet en La Gran Nube de Magallanes, una de las cuales era Mel J. Fue numerada como la número 12, denominada AB 12 o LMC (Large Magellanic Cloud o Gran Nube de Magallanes) AB 12 para distinguirla de las estrellas SMC AB más conocidas. 
Melnick realizó otro estudio de estrellas en la Nebulosa Tarántula y le dio a BAT99-98 el número 49, denominada como Melnick 49, esta vez con el tipo espectral WN7. 
Ni la designación AB12 ni Mel J se usan comúnmente, sin embargo Melnick 49 se ve algunas veces. De forma más común las estrellas de la Gran Nube de Magallanes son referidas como números R (Observatorio de Radcliffe), números Brey (Catálogo de Breysacher), o números BAT99.

## Características.
La estrella está ubicada cerca del cúmulo R136 y tiene propiedades de luminosidad-masa similares a las estrellas masivas de R136. Se estima que la estrella contenía 250 Mʘ  en su nacimiento y desde entonces ha perdido 20 Mʘ .  Se desprende de una gran cantidad de masa a través de viento estelar que se mueve a 1600 km/s .  La estrella tiene una temperatura superficial de 45.000 K y una luminosidad de 5,000,000 Lʘ . Aunque la estrella es muy luminosa debido a su alta temperatura, gran parte de esa luz es ultravioleta e invisible para los humanos : visualmente es sólo 141.000 veces más brillante que el sol. Está clasificada como una estrella WN6 y los modelos sugieren que tiene 7,5 millones de años.

## Destino
El futuro de BAT99-98 depende de su pérdida de masa. Se cree que estrellas de esta masa nunca perderán suficiente masa como para evitar un final catastrófico. Es probable que el resultado sea una supernova,  una hipernova,  un estallido de rayos gamma, o quizás ninguna explosión visible, y que deje tras de sí un agujero negro o  unaestrella de neutrones . Los detalles exactos dependen en gran medida del momento y la cantidad de la pérdida de masa. Los modelos actuales no reproducen completamente las estrellas observadas, pero se espera que las estrellas más masivas del universo local produzcan supernovas de tipo Ib o Ic, a veces con un estallido de rayos gamma, dejando atrás un agujero negro. Sin embargo, se espera que estrellas tan masivas terminen en supernovas de inestabilidad de pares y no dejen ningún resto. 